# 洗车河镇
洗车河镇，是中华人民共和国湖南省湘西土家族苗族自治州龙山县下辖的一个乡镇级行政单位。

## 行政区划
洗车河镇下辖以下地区：
小河社区、干溪坪村、天井村、咱木村、老木村、永久村、克洞村、西吴村、三个堡村、新建村、水桶村、洗车村、老洞村、草果村、细砂坪村、木友村、耳洞村、捞溪村、支家村和牙龙村。